# Janja Lipa
Janja Lipa falu Horvátországban, Sziszek-Monoszló megyében. Közigazgatásilag Kutenyához tartozik.

## Fekvése
Sziszek városától légvonalban 48, közúton 63 km-re, községközpontjától 21 km-re keletre, a Pakra-folyó és a Bijela-patak mentén fekszik. Egyutcás település, melynek házai a nyugat-keleti irányú főutca mentén sorakoznak.

## Története
A falu 1773-ban az első katonai felmérés térképén „Dorf Janja Lipa” néven szerepel. A településnek 1857-ben 237, 1910-ben 579 lakosa volt. Pozsega vármegye Novszkai járásához tartozott. 1918-ban az új szerb-horvát-szlovén állam, majd később Jugoszlávia része lett. A II. világháború idején a Független Horvát Állam része volt. A háború után a béke időszaka köszöntött a településre, enyhült a szegénység és sok ember talált munkát a közeli városokban. 1991. június 25-én a független Horvátország része lett. A településnek 2011-ben 206 lakosa volt.

## Népesség
| Lakosság változása | Lakosság változása | Lakosság változása | Lakosság változása | Lakosság változása | Lakosság változása | Lakosság változása | Lakosság változása | Lakosság változása | Lakosság változása | Lakosság változása | Lakosság változása | Lakosság változása | Lakosság változása | Lakosság változása | Lakosság változása |
| ------------------ | ------------------ | ------------------ | ------------------ | ------------------ | ------------------ | ------------------ | ------------------ | ------------------ | ------------------ | ------------------ | ------------------ | ------------------ | ------------------ | ------------------ | ------------------ |
| 1857               | 1869               | 1880               | 1890               | 1900               | 1910               | 1921               | 1931               | 1948               | 1953               | 1961               | 1971               | 1981               | 1991               | 2001               | 2011               |
| 237                | 289                | 326                | 462                | 546                | 579                | 559                | 571                | 541                | 548                | 472                | 405                | 356                | 335                | 275                | 206                |

## Nevezetességei
- Szent Márton tiszteletére szentelt római katolikus kápolnája a falutól délre emelkedő dombon fekvő temetőben található. A kápolna a 18. században már állt. Kisméretű, négyszög alaprajzú épület, melynek homlokzata elé fából készült nyitott előteret ácsoltak. Fölötte áll a fából ácsolt, piramisban végződő harangtorony.

- A népi építészet védett emléke a 34. szám alatt álló fa lakóház.